# Oportunism
Oportunismul este atitudinea lipsită de principialitate a unei persoane care, pentru a-și satisface interesele personale, adoptă și aplică, după împrejurări, principii și păreri potrivite momentului.

## Oportunismul în politică
Oportunismul în politică este un curent ideologic și politic în rândurile unor partide ale clasei muncitoare, care promovează ideea renunțării la mijloacele luptei revoluționare, la transformarea revoluționară a societății.

## Oportunismul în ecologie
Oportunismul în ecologie este exploatarea rapidă de către o specie de noi resurse pe măsură ce acestea apar, de exemplu, prin colonizarea rapidă a unui nou mediu, folosind hrană și alte resurse înainte ca alte organisme să fie stabilite și să poată concura. 